# المنقطع (ذي ناعم)

تعديل مصدري - تعديل

حارة المنقطع هي إحدى حارات مدينة المنقطع أحد مدن محافظة البيضاء، بلغ تعداد سكانها 2535 نسمة حسب تعداد اليمن لعام 2004.